# Wuqiu

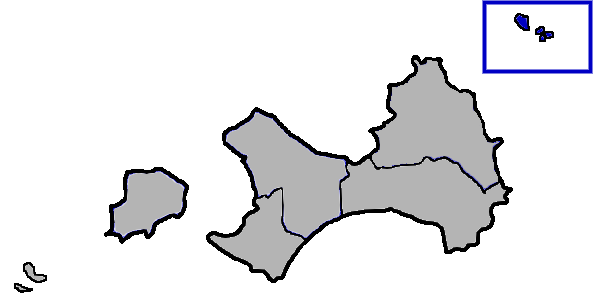
Wuqiu Canton dans le Comté de Kinmen.

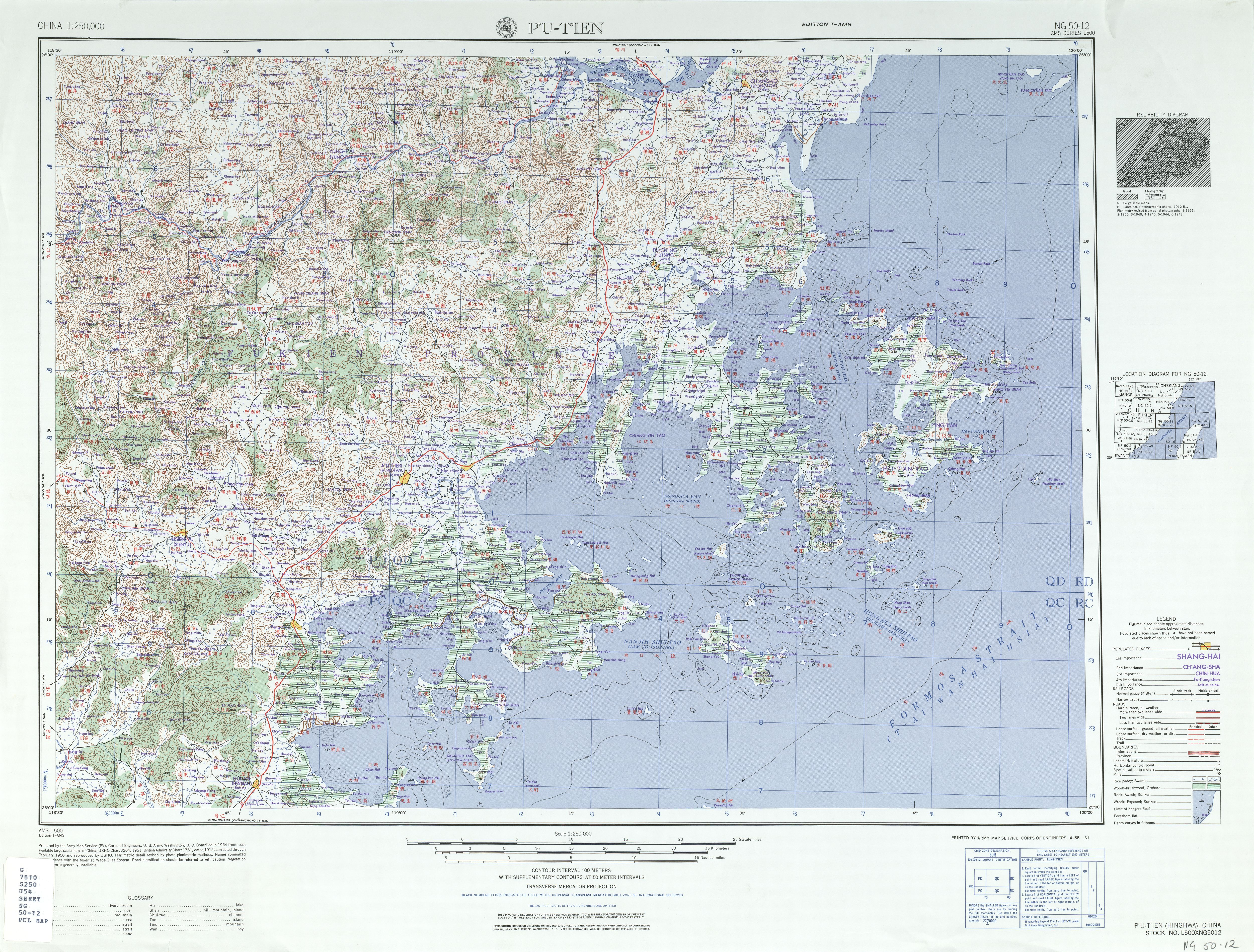
Situation géographique de Wuqiu (au sud-est du district de Putian situé en Chine continentale).

Le canton de Wuqiu, Wuchiou ou Ockseu,,,,,,,,,,(Chinois traditionnel:烏坵 ; pinyin: Wūqiū ; puxian Min: Ou-chhiu) est un canton rural taïwanais rattaché au comté de Kinmen, dans la province taïwanaise du Fujian,.
Il comporte un archipel présent dans le détroit de Taïwan qui se compose des îles Xiaoqiu et Daqiu, en mer de Chine méridionale. Il est éloigné de l'île de Kinmen qui est à 73 milles marins au sud-ouest et du port de Taichung, à 73 milles marins à l'est, sur l'île de Taïwan.
Proche de la République populaire de Chine, il est à 9 km, l'île Luci (Lu-tz’u Hsü; 鸬鹚岛, / 鹭鸶岛 / 鷺鷥島 / 鷺鶿㠘), séparés du district de Xiuyu (province chinoise du Fujian).

## Histoire
Au début du XVe siècle, Wuqiu fut célèbre comme un point de passage de la route maritime entre la Chine et les îles Ryukyu.
En 1843, un "village de pêcheurs considérable" exista à Wuqiu.
Le phare de Wuqiu fut construit en 1874, dont la conception fut dirigée par David Marr Henderson,.
La commune de Wuqiu faisait partie, à l'origine, du comté de Putian, dans lequel bon nombre de ses habitants émigrèrent. Après la fin de la guerre civile chinoise en 1949, Wuqiu fut déconnectée de Putian et en juin 1954 elle fut provisoirement réaffectée au comté de Kinmen,. Dès la création du Comité des Affaires Militaires en juillet 1956, la commune a vu l'établissement d'une base militaire solide et complète. Le contrôle de l'archipel et des autres îles environnantes fut partagé entre le Kuomintang et les guérillas anti-communistes.
En 1954, Wuqiu fut bombardée par la Chine communiste plusieurs fois,,,.
Le 25 février 1955, les bateaux de la Chine communiste bombardèrent Wuqiu une nouvelle fois.
Le 21 juin 1955, les avions des nationalistes endommagèrent gravement un remorqueur de 40 tonnes à Wuqiu.
En février 1956, les rapports affirment qu'une troupe de guérilla de 480 hommes présente sur Wuqiu aurait été évacuée. L'archipel des Wuqiu fut évalué "hautement vulnérable aux frappes des communistes" et "de faible valeur militaire pour les nationalistes".
Dès la fondation du Comité des affaires militaires en juin 1956, une base solide et complète pour les affaires militaires fut établie dans le canton.
En février 1957, le bateau-cargo anglais Hydralock s'échoua au large de l'archipel. Les 31 marins de l'équipage abandonnèrent le navire et disparurent. Ils furent plus tard retrouvés sains et saufs sur l'île Haitan.
Tard dans la nuit du 13 novembre 1965, le patrouilleur nationaliste Yungtai et le démineur Yungchang naviguèrent au sud-ouest de l'archipel en couvrant des bateaux amphibies qui déchargeaient des fournitures à Wuqiu. Juste après minuit, 8 navires de la Chine communiste (3 destroyers en escorte et 5 canonniers) provenant de Quanzhou attaquèrent les deux frégates nationalistes (烏坵海戰). Le Yungchang fut immédiatement coulé avec les quinze survivants qui furent secourus par l'USS O'Brien. Le Yungtai coula quatre canonniers mais fut envoyé au rebut en raison des dommages excessifs qu'il reçut lors de l'attaque,.
A l'aube du 20 mars 1974, un certain lieutenant du nom de Wu Miao-huo fit défection vers la Chine communiste en bateau pneumatique de Wuqiu à l'île Nanri. Cette défection résulta d'une mésentente entre le lieutenant Wu et ses supérieurs.
La loi martiale fut levée le 7 novembre 1992.
Le 29 janvier 1994, les habitants de Wuqiu furent invités à élire pour la première fois le représentant de leur municipalité, et le 16 juillet 1994, ils purent élire les représentants de leurs villages, Daqiu et Xiaoqiu.
Au cours de la troisième crise du détroit de Taïwan en 1996, les sources militaires basées à Taipei s'attendaient à ce que la Chine s'attaque à une petite île tenue par Taïwan. La cible la plus probable fut Wuqiu, où 500 soldats se trouvaient en garnison. Les îles périphériques furent placées en alerte rouge.
En 1998, Zero Chou produisit un documentaire de 48 minutes sur les îles surnommées Yi Shi Zai Hai Xia Zhong ("Perdues dans le détroit") (chinois: 遺失在海峽中:烏坵).
Le 26 décembre 2001, le président Chen Shui-bian visita Wuqiu et prononça un discours.
En 2012, Wuqiu, avec la municipalité de Daren du comté de Taitung, furent proposés par le Ministère des affaires économiques comme candidats d'un nouveau site d'enfouissement de déchets nucléaires après celui de Lanyu sur l'île des Orchidées. Cependant, la proposition suscita un grand mécontentement de la part des habitants de Wuqiu.
Le 23 juillet 2017, après une période de soixante ans au cours de laquelle le phare ne fut pas utilisé, le phare de Wuqiu reprit service.
Dans la nuit du 2 août 2019, un bateau-cargo dans un port à Wuqiu entra en collision avec un tétrapode en mer agitée. Le bateau sombra dans la mer mais les treize membres de l'équipage furent secourus par le commandement de la garnison des îles Wuqiu.

## Géographie
Wuqiu comprend Daqiu (大坵嶼, Dàqiū yǔ) et Xiaoqiu (小坵嶼, Xiǎoqiū yǔ) totalisant une superficie de 1,2 km². Toutefois, il ne faut pas les confondre avec les deux îlots (大坵島, Dàqiū dǎo et 小坵島, Xiǎoqiū dǎo) situés au large de la côte nord de Beigan appartenant aux îles Matsu.
Daqiu se situe à 17 km à partir de l'île Lusi鷺鷥島), à 22 km à partir de l'île Nanri (南日島), et à 33 km à partir de l'île Meizhou, toutes appartenant à la république populaire de Chine et rattachées au district de Xiuyu, de la province du Fujian. L'îlot est géographiquement situé plus loin du territoire administré par Taïwan: à 133 km à partir de Kinmen, à 159 km à partir de Nangan appartenant aux îles Matsu, et à 135 km à partir du port de Taichung.

## Politique

### Divisions administratives
La municipalité rurale de Wuqiu comporte deux villages,,:
- Daqiu (大坵村)
- Xiaoqiu (小坵村)

### Armée
Le commandement de la garnison des îles Wuqiu (烏坵守備大隊 - Wūqiū Shǒubèi Dàduì) défend le territoire des îles. La marine de la république de Chine a déployé vingt systèmes XTR-102 à Wuqiu.

## Démographie
400 personnes ont déclaré un lieu d'habitation au sein de la municipalité de Wuqiu.

## Économie
En raison de sa situation géographique, la pêche est la première source de revenu pour ses habitants.

## Infrastructure
L'eau potable est fournie aux habitants par l'utilisation de l'équipement d'osmose inverse. Les générateurs sont employés pour éviter les pénuries d'électricité.

## Transport
Les services de transport et de ravitaillement par ferry entre Grande Kinmen et Daqiu sont dirigés par l'armée tous les quinze jours. Le transport entre Daqiu et Xiaoqiu (distantes de 900 mètres) fut historiquement conduit par sampan. En 2008, le gouvernement du comté reçu une subvention pour construire un bateau pour la municipalité.
Il est aussi possible de prendre le ferry à partir du port de Taichung pour se rendre sur l'archipel.

## Culture
Le dialecte parlé sur Wuqiu est une variété de Puxian Min, contrairement aux autres îles de Kinmen,.

## Attractions touristiques
- Phare de Wuqiu[47]